# Lago Ichkeul
Il lago Ichkeul è un lago della Tunisia, situato nella parte settentrionale del Governatorato di Biserta, a circa 15 km di distanza dal Mar Mediterraneo. Data la sua posizione geografica, e le paludi che lo circondano, questo lago ogni anno è un importante luogo di sosta per molte specie di uccelli migratori, tra cui anatre, oche, cicogne e fenicotteri. Il bacino è caratterizzato da un'alternanza stagionale dei livelli dell'acqua e della sua salinità.
Il lago fa parte del parco nazionale di Ichkeul, che dal 1977 fa parte della rete mondiale di riserve della biosfera come riserva della biosfera, mentre nel 1980 è entrato a far parte della lista dei patrimoni dell'umanità dell'UNESCO.
A causa della costruzione di alcune dighe sui suoi immissari, il lago ha subito importanti cambiamenti all'equilibrio ecologico del lago e delle zone umide circostanti.

## Ambiente

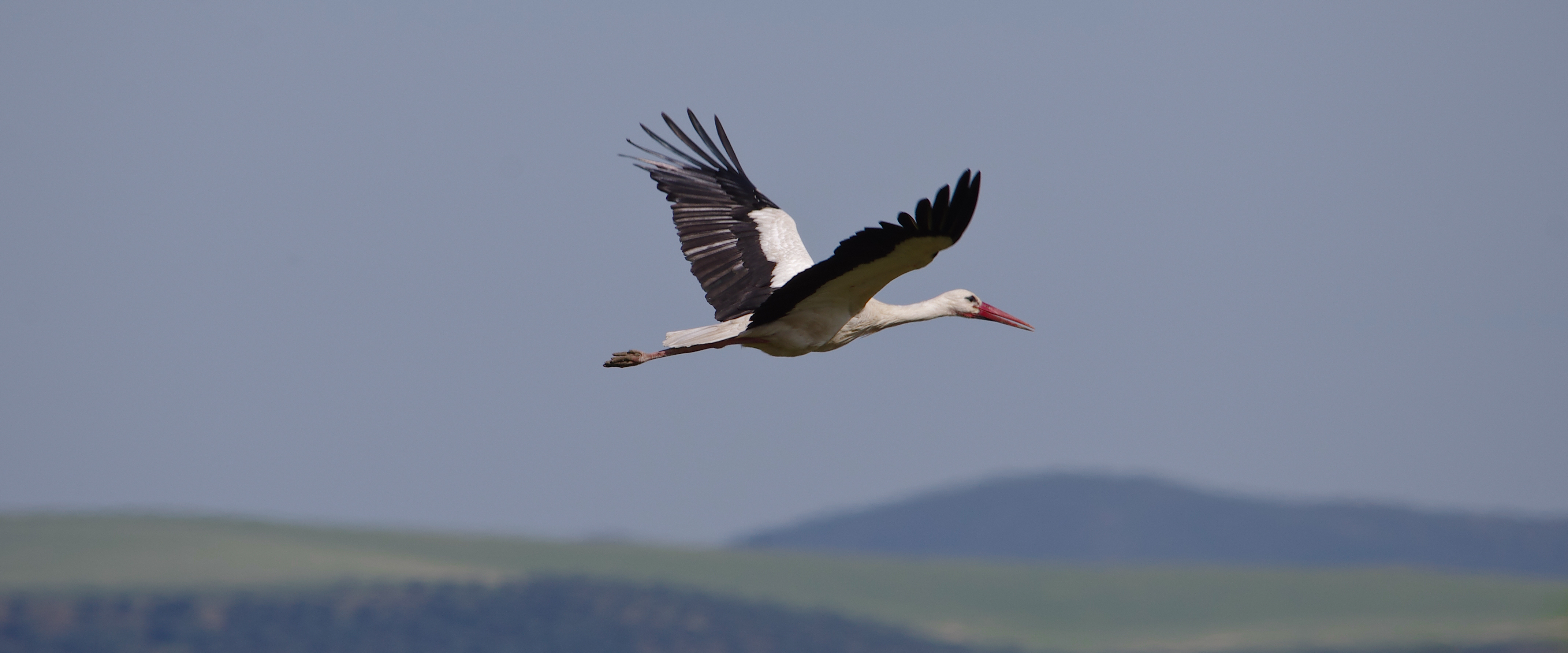
Una Cicogna bianca, uno degli uccelli migratori che frequentano il lago.

Il lago fa parte del Parco nazionale di Ichkeul che dal 1980 è nella lista del patrimonio mondiale dell'umanità dell'UNESCO. Nel 1996, il sito è stato aggiunto alla lista dei patrimoni dell'umanità in pericolo a causa di un aumento della salinità della sua acqua che minacciava centinaia di migliaia di uccelli migratori.
Alcune immagini satellitari mostrano infatti variazioni del livello del lago e vegetazione acquatica tra il 14 novembre 2001 e il 29 luglio 2005, dove la vegetazione appare in rosso. Anche se il livello del lago era maggiore nel 2005 rispetto al 2001, gran parte del lago appare rosso per la presenza di piante acquatiche e di dighe a monte che hanno ridotto notevolmente l'afflusso di acqua dolce nel lago e le piante di acqua dolce sono state sostituite da piante adattate all'ambiente salino. 

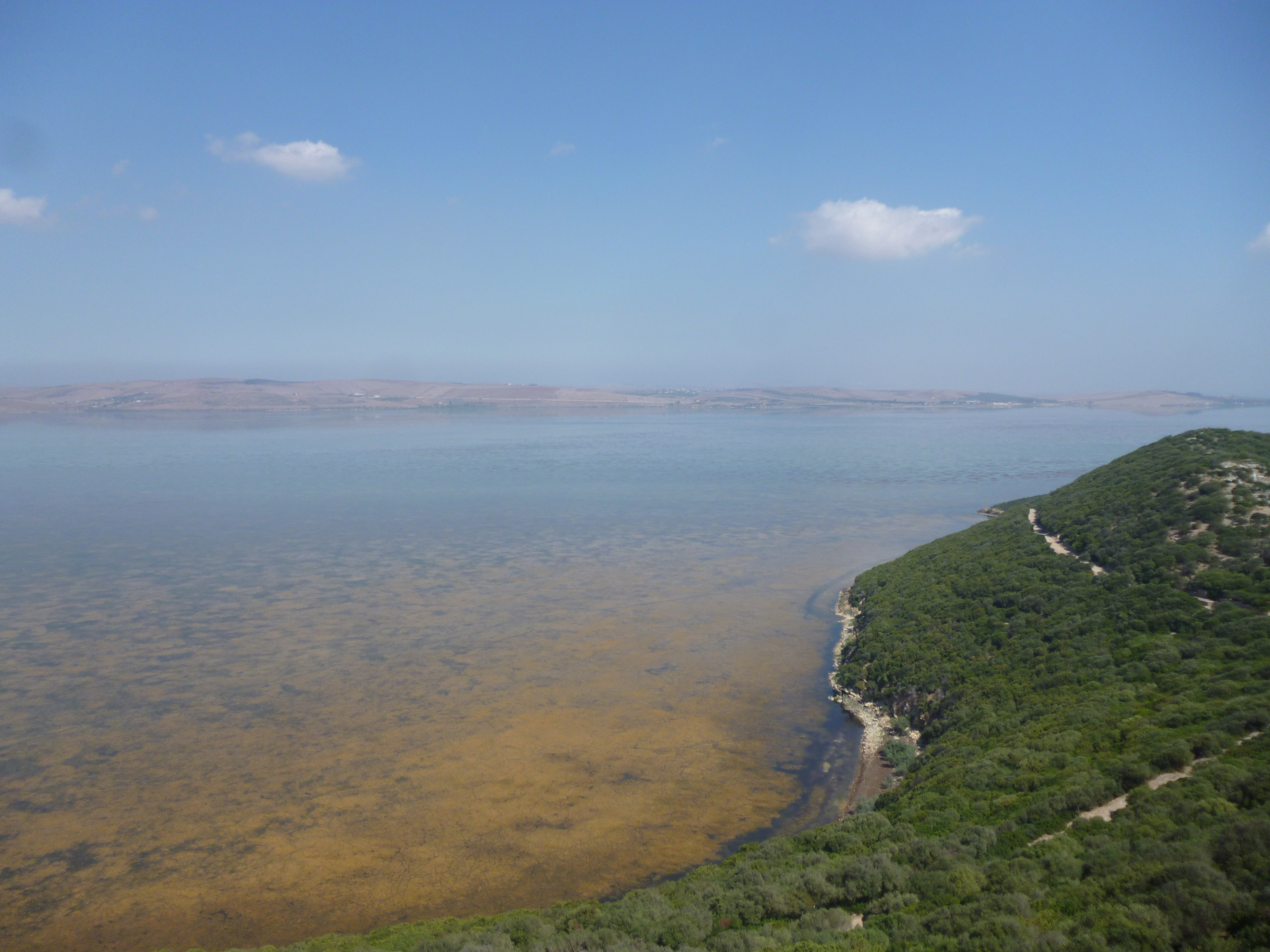
Il Lago, visibile la presenza di molte piante marine

Questi cambiamenti hanno portato ad una significativa riduzione delle popolazioni di uccelli migratori che dipendevano dalla varietà di piante che esistenti precedentemente. Le autorità tunisine quindi per favorire il ritorno di molte specie di uccelli presenti nel sito hanno posto fine all'uso agricolo delle acque del lago, riducendo gradualmente la salinità. Nel 2006 il lago viene rimosso dalla lista dei patrimoni dell'umanità in pericolo.

## Galleria d'immagini

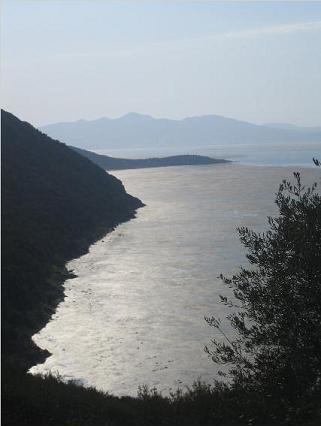
Panorama del lago
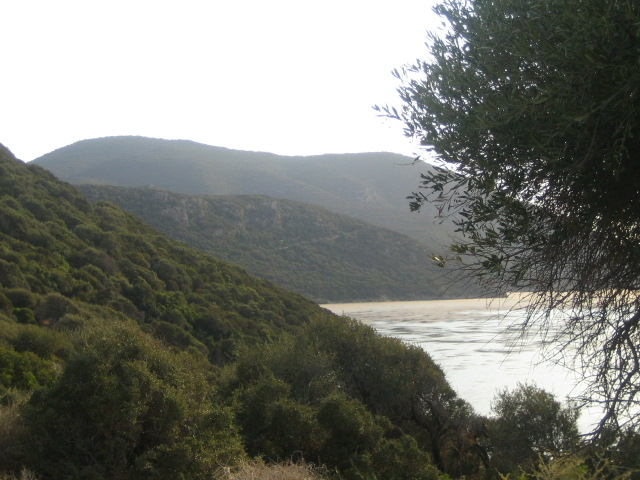
Vista del lago Ichkeul
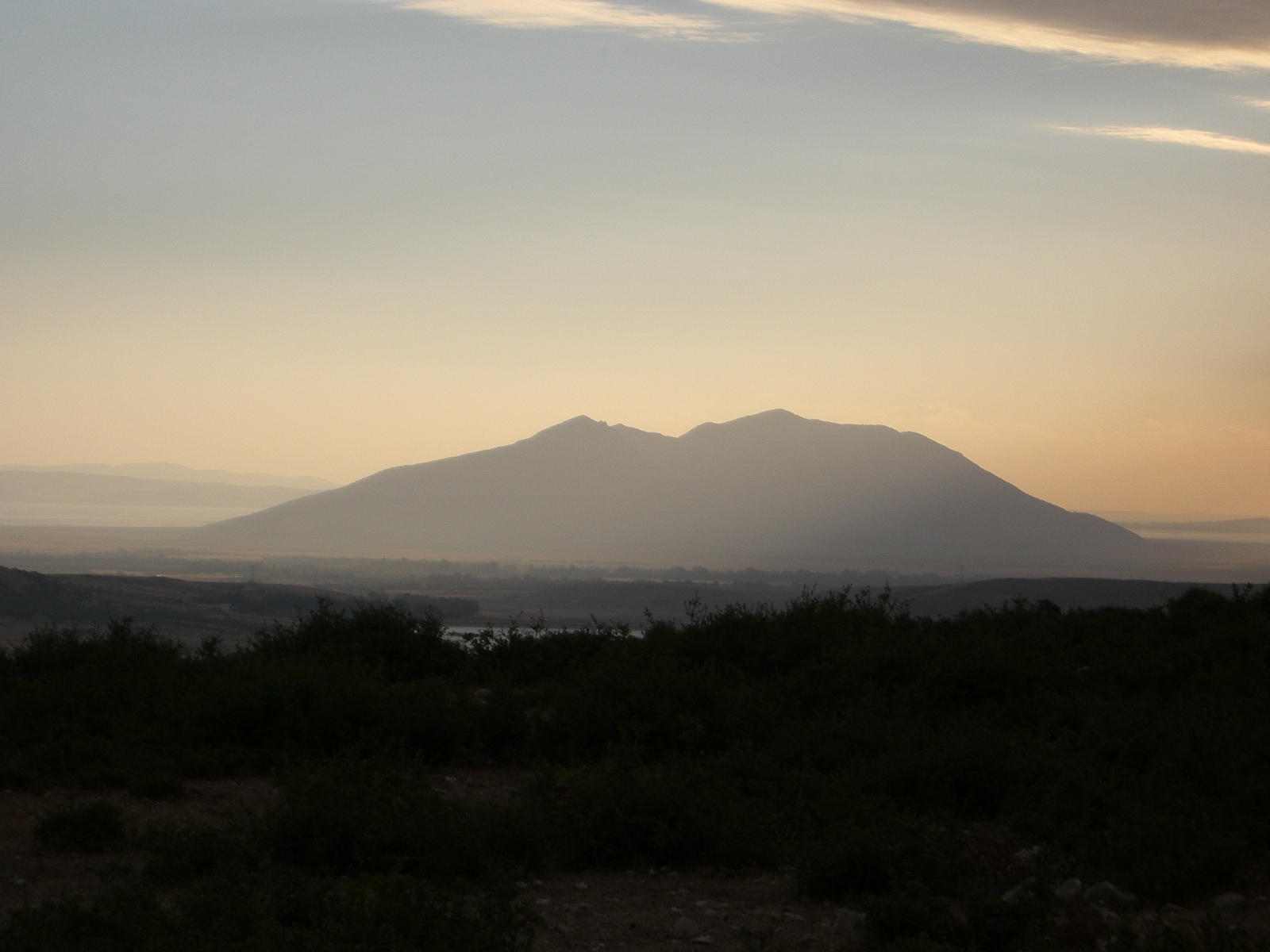
Vista di mattina della montagna che domina il lago
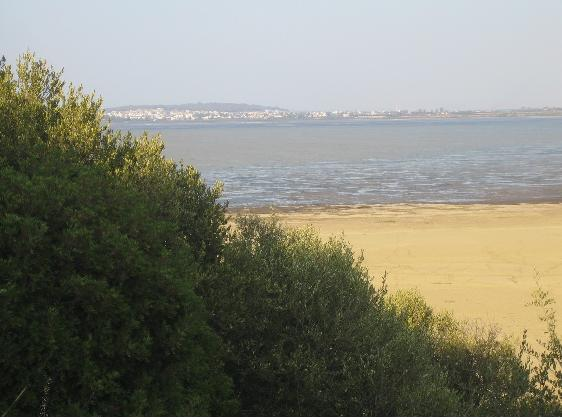
Riva del lago